# Vîșneve, Verhnii Rohaciîk
Vîșneve (în ucraineană Вишневе) este un sat în așezarea urbană Verhnii Rohaciîk din regiunea Herson, Ucraina.

## Demografie
Componența lingvistică a localității Vîșneve
     Ucraineană (93,98%)
     Rusă (5,26%)
     Alte limbi (0,75%)
Conform recensământului din 2001, majoritatea populației localității Vîșneve era vorbitoare de ucraineană (93,98%), existând în minoritate și vorbitori de rusă (5,26%).